# Lipu
Lipu – wieś w Estonii, w prowincji Virumaa Wschodnia, w gminie Maidla.